# Vi fenici

Gràcies a la seva extensa xarxa comercial marítima, els fenicis van tenir un important efecte en l'expansió de la viticultura i la producció de vi en tot el Mediterrani.

Els fenicis van ser un dels primers pobles antics a tenir un important efecte sobre la història del vi. Els fenicis van ser una antiga civilització centrada a la regió de Canaan, al llarg de la costa del mar Mediterrani, en el que actualment és el Líban. Entre el 1550 i el 300 a. C. van desenvolupar una cultura comercial marítima que va expandir la seva influència des del Llevant al Nord d'Àfrica, les Illes Gregues, Sicília i la península Ibèrica. A través del contacte i el comerç, van difondre no solament el seu alfabet sinó també el seu coneixement de la viticultura i la producció de vi, incloent la propagació de diverses varietats antigues de vinya. Els fenicis van introduir o bé van animar l'expansió de la viticultura i la producció de vi a diversos països que actualment segueixen elaborant varietats aptes per al mercat internacional, entre ells el que avui és Líban, Algèria, Tunísia, Egipte, Grècia, Itàlia, Espanya i Portugal. Encara que els fenicis van poder haver tingut un efecte indirecte en l'expansió de la viticultura a França, sovint es confonen amb els grecs foceus que van fundar la colònia viticultora de Massilia (Marsella) el 600 a. C. i van portar la producció de vi terra endins.
Els fenicis i els seus descendents púnics de Cartago van tenir una influència directa sobre les cultures productores de vi dels grecs i romans que més tard estendrien la viticultura per tot Europa. Els tractats agrícoles de l'escriptor cartaginès Magó van ser uns dels més importants textos antics en la història del vi que van registrar el coneixement de l'època sobre la viticultura i la fabricació de vi. Encara que no s'han conservat còpies originals de les obres de Magó ni d'altres escriptors fenicis sobre vi, hi ha evidències en cites d'escriptors grecs i romans com Columel·la que els fenicis van ser hàbils productors de vi i viticultores. Els fenicis eren capaços de planificar vinyers d'acord amb el clima i la topografia, coneixent quin costat d'un pujol era l'ideal per al creixement de la vinya, i produint una àmplia varietat de tipus diferents de vi, des dels de panses fets amb raïms secs fins a un exemple primitiu de l'actual Retsina grec, fet amb resina de pi. També van difondre l'ús d'àmfores (de vegades conegudes com a «gerres cananites») per al transport i emmagatzematge del vi.

## Història primerenca del comerç de vi

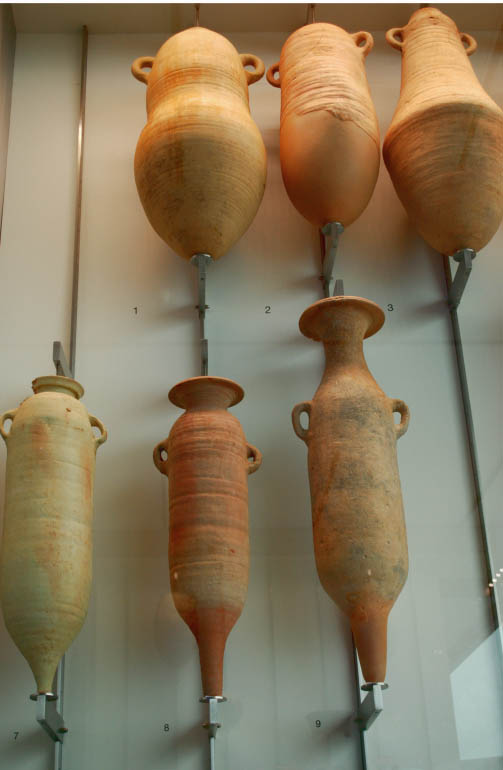
Els fenicis van transportar vi per tot el Mediterrani en àmfores conegudes de vegades com a «gerres cananitas».

Els historiadors creuen que no va ser gaire després del descobriment del propi vi, el producte alcohòlic del suc de raïm fermentat, quan les cultures van advertir el seu valor com a ben comercial. Encara que les vinyes salvatges de la família Vitis podien trobar-se per tot el món conegut i tots els seus fruits probablement fermentarien si es mantenien en un contenidor tancat, requeria cert grau de coneixement i habilitat saber exactament com transformar aquests fruits en alguna cosa agradable de beure. Aquest coneixement va ser transmès per les rutes mercantils que van sorgir des del Caucas i les muntanyes Zagros fins a Mesopotàmia i el Mediterrani, i van acabar arribant als fenicis en Canaan. També es van identificar subvarietats específiques de vinya favorables a la producció de vi i van ser propagades per aquestes rutes.
A més de ser un producte comercial valuós per a consum personal, el vi va començar també a guanyar importància religiosa i cultural. El cherem, com l'anomenaven els fenicis, va estar associat a diverses deïtats llevantines, especialment El. El vi era considerat una ofrena acceptable tant per a déus com per a reis, la qual cosa va incrementar el seu valor comercial al món antic. Sobre el 1000 a.C., el comerç mediterrani de vi s'havia disparat i la seva extensa xarxa comercial marítima es va veure beneficiada per l'increment de demanda. Els fenicis no solament van comerciar amb vi produït a Canaan sinó que també van desenvolupar mercats per a vins produïts en colònies i ports de tot el Mediterrani.

## Expansió i colonització
Des dels seus assentaments principals a Biblos, Tir i Sidó, els fenicis van començar a estendre la seva influència comercial als seus veïns. Van ser un dels primers pobles a portar vi a Egipte. Des d'allà van passar del simple comerç a la fundació de colònies comercials per tot el Mediterrani. Van seguir per la costa africana i van acabar fundant Cartago el 814 a. C. Des del Nord d'Àfrica es van estendre a les Illes Balears i la península Ibèrica, on van fundar la ciutat de Cadis en algun moment del segle IV a. C. (encara que un petit lloc fronterer va poder haver estat establert fins i tot abans).
A la Península Ibèrica, els fenicis van viatjar a l'interior establint rutes comercials pels rius Tajo, el Duero, l'Anas (Guadiana), el Betis (Guadalquivir) i l'Íbero (Ebre). Del segle VI a. C. és la fortificació de la Quéjola, a Albacete, construcció destinada al magatzematge d'àmfores d'origen fenici. També s'han trobat àmfores en el jaciment d'Aldovesta que no correspon a un assentament fenici, sinó autòcton, i l'estructura arquitectònica del qual buida qualsevol dubte sobre el seu ús: un establiment comercial dedicat a la distribució de vi i altres mercaderies Encara que és clar que les colònies fenícies al llarg de la costa van plantar vinyers, i que els fenicis probablement van comerciar vi amb les tribus al llarg d'aquests rius, no se sap amb seguretat fins on van portar la producció de vi. A Portugal, se sap que els fenicis van comerciar àmfores de vi per plata i estany. Un recent descobriment a l'actual regió vinícola de Valdepeñas, al centre d'Espanya, suggereix que potser els fenicis portessin la viticultura a l'interior de la península. Excavacions a la zona van revelar les restes de l'antiga ciutat ibera del Turó dels Caps, que va ser fundada en algun moment del segle VII a. C., trobant-se diversos exemples de ceràmica, terrisseria i objectes fenicis, incloent utensilis vitícoles.

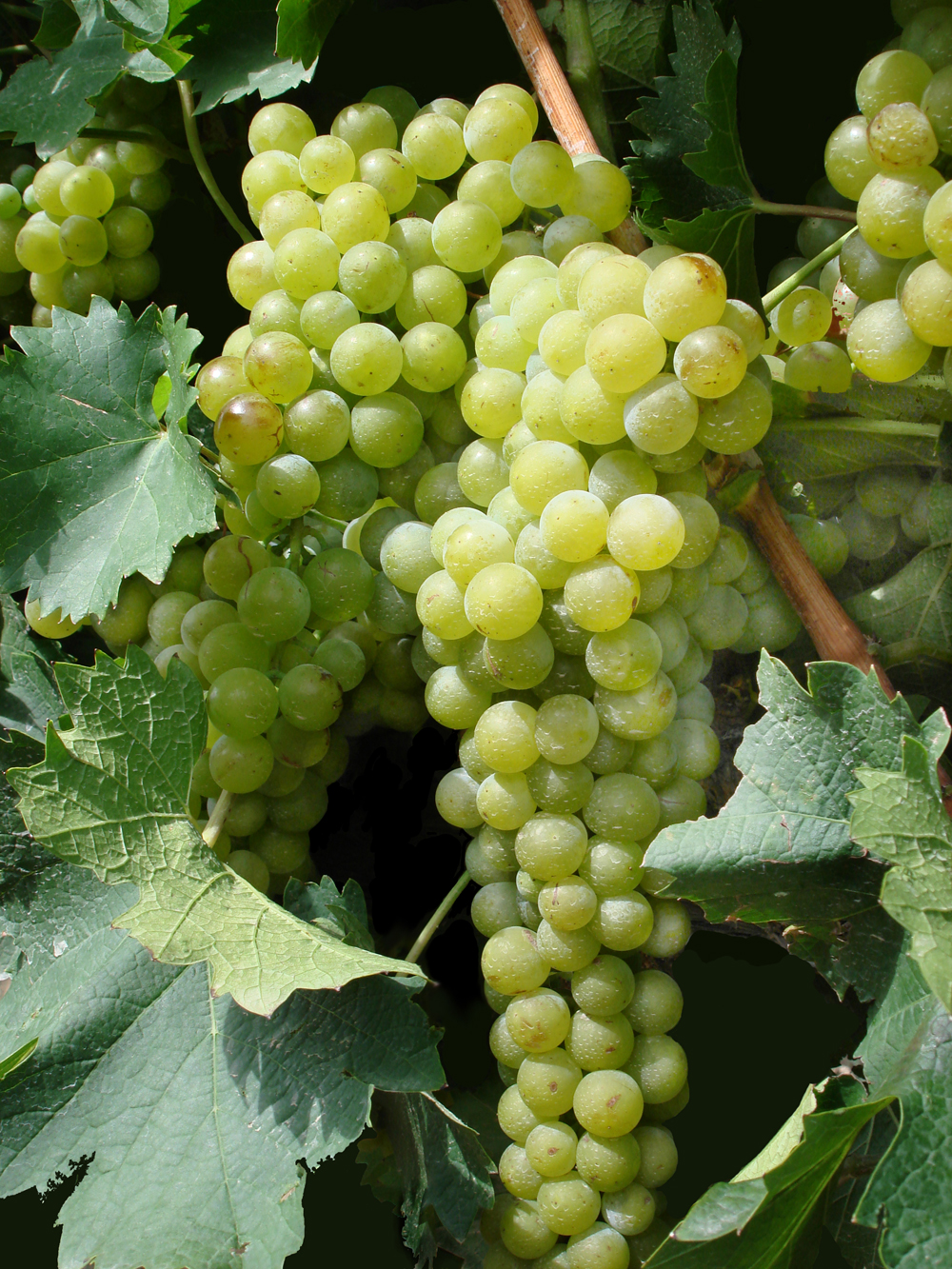
Els ampelògrafs suggereixen que la vinya Vitis vinifera pontica estesa pels fenicis pel Mediterrani va ser un avantpassat de moltes de les varietats de raïm blanc plantades actualment a tot el món.

Més enllà de la pròpia expansió i colonització fenícia, la seva civilització va fer molt per influir a grecs i romans en la seva pròpies campanyes d'expansió. Tractant directament amb els grecs, els fenicis els van ensenyar no solament el coneixement de la producció de vi i la viticultura sinó també les tècniques de construcció de bucs que els van animar a expandir-se més enllà de la mar Egea. Els vins fenicis van tenir una presència tan duradora al món grecoromà que l'expressió «biblino» (relativa a la ciutat fenícia de Biblios) es va usar per al·ludir al vi d'alta qualitat.

### Difusió de la vinya
L'herència més duradora de l'època d'expansió fenícia va ser la propagació i difusió de vinyes antigues que els ampelògrafs i historiadors del vi creuen que va acabar donant origen a diverses varietats de raïm modernes a Europa. Una d'aquestes subvarietas, coneguda com a Vitis vinifera pontica, va arribar als fenicis des del Caucas i Anatòlia, els qui van estendre el seu propi cep per tot el Mediterrani, especialment a les seves colònies ibèriques. Actualment els ampelògrafs suggereixen que aquesta vinya és l'avantpassat de moltes de les varietats de raïm blanc plantades actualment a tot el món. Segons un estudi de la Universitat de Califòrnia, el raïm francès Mourvedre va poder haver estat introduïda primer a Barcelona, Catalunya, pels fenicis en el 500 a. C.

### Cartago
Cartago, en l'actual Tunísia, va ser la colònia fenícia més poderosa, sobrevivint en la seva forma púnica fins a la seva destrucció en el 146 a. C. per forces romanes al final de les guerres púniques. La colònia va tenir una relació indeleble amb el vi i va ser descrita al segle IV a. C. com envoltada de camps plenes de vinyes i oliveres. El vi cartaginès produït a la vall del Bagradas va ser especialment popular.
La ciutat de Cartago també va servir de centre de coneixement, com testifica l'obra de l'escriptor Magó. Durant la seva vida, Magó va consolidar el coneixement agrícola i vinícoles del món mediterrani dels segles iii i II a. C. en 28 volums. Els escrits detallaven l'avançat coneixement de la influència de la topografia sobre la producció dels vinyers, recomanant coses com plantar en el vessant nord d'un pujol per protegir les vinyes de l'excés de calor del sor del nord d'Àfrica. L'obra també detallava tècniques de producció de vi, incloent exemples primitius de vins de panses. La importància de l'obra de Magó va ser reconeguda fins i tot pels romans, els rivals de Cartago. No solament va dictar el senat romà un decret ordenant que l'obra de Magó havia de ser traduïda al llatí, sinó que la seva obra va ser una de les poques salvades de la biblioteca de Cartago quan els romans van destruir la ciutat.
Actualment no es conserven restes de l'obra de Magó ni de la seva traducció llatina. L'única cosa que es coneix procedeix de cites per autors grecs i romans, especialment Columel·la.